# Кызыл-Даг
Кызыл-Даг (тув. Кызыл-Даг — «красная гора») — село в Бай-Тайгинского кожууне Республики Тыва. Административный центр и единственный населённый пункт Кызыл-Дагского сумона. Расположено у реки Олуг-Ооруг, вблизи её впадения в реку Хемчик, в 8 километрах от районного центра Тээли и в 312 километрах от областного центра Кызыла.

## География
Уличная сеть: Салчак Лопсан пер., ул. Камнерезов, → ул. Коп-Соок, ул. Мира, ул. Ооруг, ул. Степная, ул. Эки-Турачылар, ул. Эрик.
К селу примыкают местечки (населённые пункты без статуса поселения): Ажыг-Кара-Суг, Бавыдай, Кызыл Даг Дору, Мажалык, Мугур-Тал, Ооруг-Узук-Кыры, Саамчыыр, Тура.
Ближайшие населенные пункты: Тээли (Бай-Тайга) 7 км, Дон-Терек 8 км, Аксы-Барлык (Алдын-Булак) 22 км, Шуй 23 км, Эрги-Барлык 23 км, Хонделен 27 км.

## Население
| 2002 | 2010 | 2011 | 2012 | 2013 | 2014 | 2015 |
| ---- | ---- | ---- | ---- | ---- | ---- | ---- |
| 956  | ↘857 | ↘855 | ↘839 | ↘823 | ↘820 | ↘817 |
| 2016 | 2017 | 2018 | 2019 | 2020 | 2021 |      |
| ↘791 | ↗797 | ↘790 | ↘776 | ↘771 | ↗873 |      |

## Инфраструктура
В селе находится средняя школа МБОУ Кызыл-Дагская СОШ имени Хертек Амырбитовны Анчимаа-Тока. 
Учительница языка и литературы Тайгана Сандак победила в конкурсе «Учитель года-2017» в Туве.
- МБДОУ детский сад «Хунчугеш»
- Дом культуры
- Отделение почтовой связи села Кызыл-Даг[16]

## Известные уроженцы, жители
- Кандан, Урля Шыыраповна (1918—1989) — чабан колхоза «Победа» села Кызыл-Даг. Первая женщина Тывы, удостоенная звания Героя Социалистического Труда (1960)[17].

## Достопримечательности
- В селе на Аллее Славы установлен памятник Урле Кандан[17].
- На доме, где жила Урля Кандан, установлена мемориальная доска[17].
- Целебный источник «Бел». Аржаан «Бел» находится в 2 километрах от местечка «Тейлер», где ежегодно празднуют Освящение Оваа горы Бай-Тайга.
- Буддийский храм «Коп-Соок» на местечке «Тейлер». В 1857 году буддийский храм «Коп-Соок» был построен на территории нынешнего села Кызыл-Даг, собственными силами народа.

## Транспорт
Автодорога районного значения автодороге Тээли — Кызыл-Даг, выходящая на автодорогу регионального значения Кызыл — Тээли.